# Кайнаров, Алексей Владимирович
Алексей Владимирович Кайнаров (род. 1 апреля 1979 года, Астрахань, РСФСР) — российский гандболист. Мастер спорта международного класса. Начал заниматься гандболом в 1987 году в ДЮСШ города Астрахань. Мастер спорта международного класса. Заслуженный тренер России.
В гандбол начал играть в 1987 году. С 1997 до конца 2000-х годов выступал за клуб «Заря Каспия». Затем работал в клубе тренером.
Входил в сборную России с 2004 по 2010 год. У декабрю 2009 года забил за Россию 65 мячей в 53 международных матчах.
Тренирует команду «Авиатор» (Ахтубинск).

## Достижения
- Неоднократный серебряный призёр Чемпионата России[1]
- Финал Кубка ЕГФ[1]